# Bazancourt (Marne)
Bazancourt is een gemeente in het Franse departement Marne (regio Grand Est). De plaats maakt deel uit van het arrondissement Reims. Bazancourt telde op 1 januari 2022 2.441 inwoners.

## Geografie
De oppervlakte van Bazancourt bedroeg op 1 januari 2022 11,64 vierkante kilometer; de bevolkingsdichtheid was toen 209,7 inwoners per km².

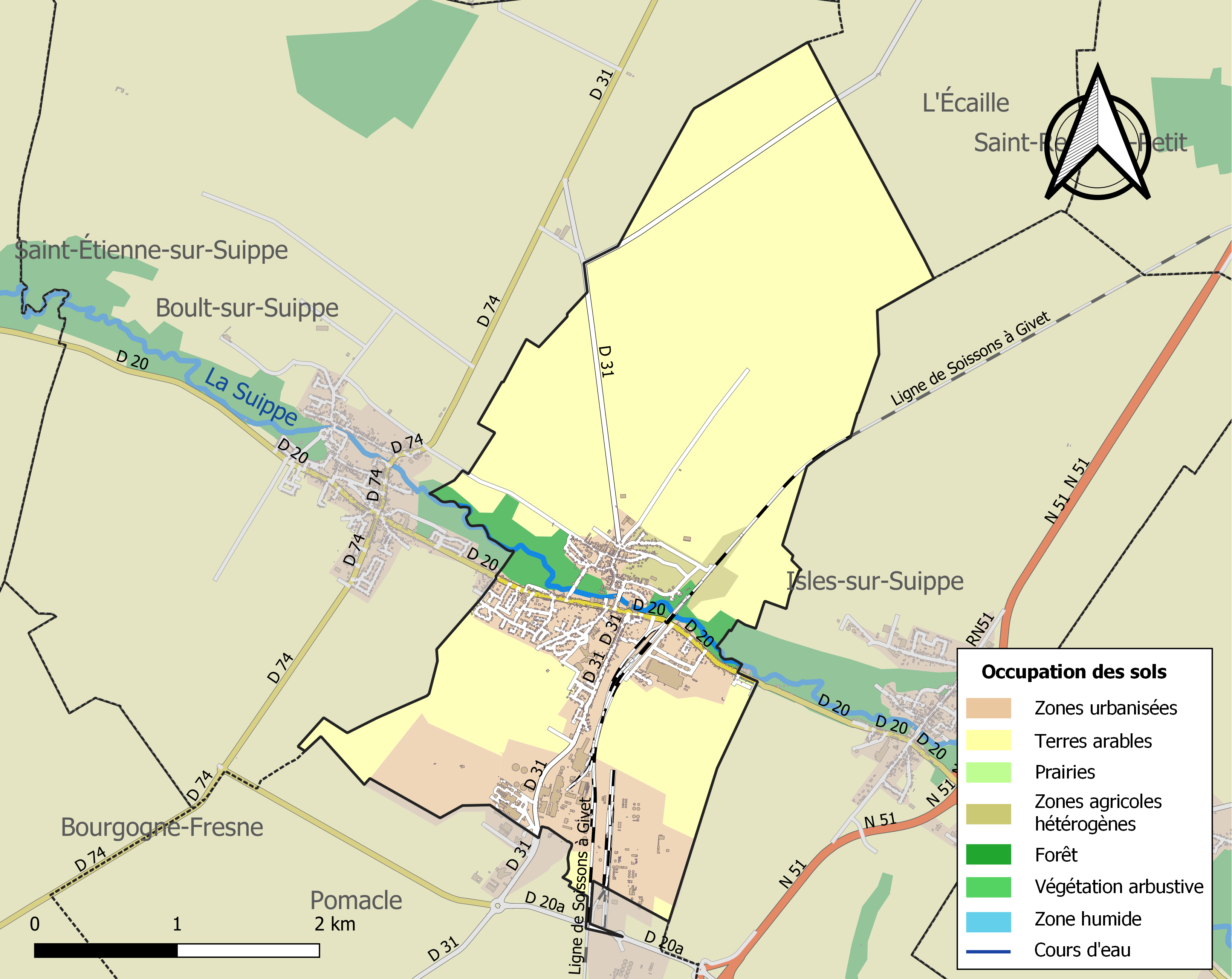
Kaart van de gemeente met de belangrijkste infrastructuur, bodemgebruik en omliggende gemeenten

## Demografie
Onderstaande figuur toont het verloop van het inwonertal (bron: INSEE-tellingen).